# 翁赞
翁赞（法語：Onzain，法語發音：[ɔ̃zɛ̃]）是法国卢瓦-谢尔省的一个旧市镇，属于布卢瓦区。2017年，翁赞与市镇沃夫合并为新市镇卢瓦尔河畔沃赞，新市镇行政中心位于翁赞。

## 地理
翁赞（47°29'59"N, 1°10'27"E）面积29.89 平方千米，位于法国中央-卢瓦尔河谷大区卢瓦-谢尔省，该省份为法国中北部省份，北起厄尔-卢瓦省，东北接卢瓦雷省，东南接谢尔省，南至安德尔省，西南接安德尔-卢瓦尔省，西北接萨尔特省。
与翁赞接壤的市镇（或旧市镇、城区）包括：卢瓦尔河畔肖蒙、锡斯河畔舒济、库朗日、梅朗、蒙托、桑特奈、塞亚克、沃夫。

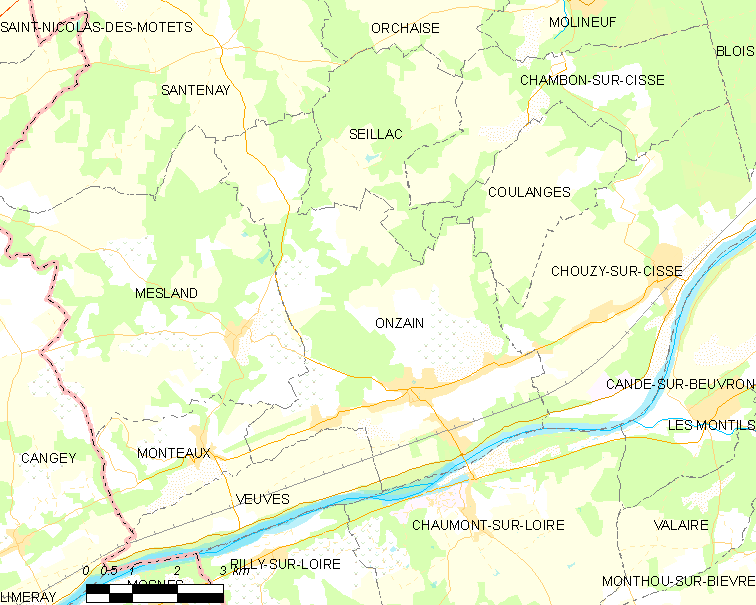
翁赞的OSM定位图

翁赞的时区为UTC+01:00、UTC+02:00（夏令时）。

## 行政
翁赞的邮政编码为41150，INSEE市镇编码为41167。

## 政治
翁赞所属的省级选区为卢瓦尔河畔沃赞县。

## 人口

1962-2008年间翁赞人口变化图示

翁赞于2018年1月1日时的人口数量为3275人。